# Pseudoterpna tangens
Pseudoterpna tangens är en fjärilsart som beskrevs av Barend J. Lempke 1949. Pseudoterpna tangens ingår i släktet Pseudoterpna och familjen mätare. Inga underarter finns listade.